# Ottavio Rivarola
Ottavio Rivarola (* 17. Januar 1595 in Chiavari; † Oktober 1651) war ein italienischer Bischof.

## Biografie
Ottavio Rivarola entstammt einer angesehenen Familie aus Genua und war ein Neffe des Kardinals Domenico Rivarola. Sein Studium schloss er mit dem Doktorat beider Rechte ab. 1618 wurde er Referendar bei beiden Signaturen, danach Vizelegat der Romandiola. Später wurde er Vize-Gouverneur von Fermo und immerwährender Kommendatar des Klosters San Nicola di Casole im Erzbistum Otranto.
Am 5. Juni 1627 wurde er zum Bischof von Ajaccio ernannt. Dieses Amt hatte er bis zu seinem Tod im Jahr 1651 inne.